# Nanarup
Nanarup ist ein kleiner Ort im australischen Bundesstaat Western Australia. Es liegt etwa elf Kilometer östlich von Albany. Der Ort liegt im traditionellen Siedlungsgebiet des Aborigines-Stammes der Mineng.

## Geografie

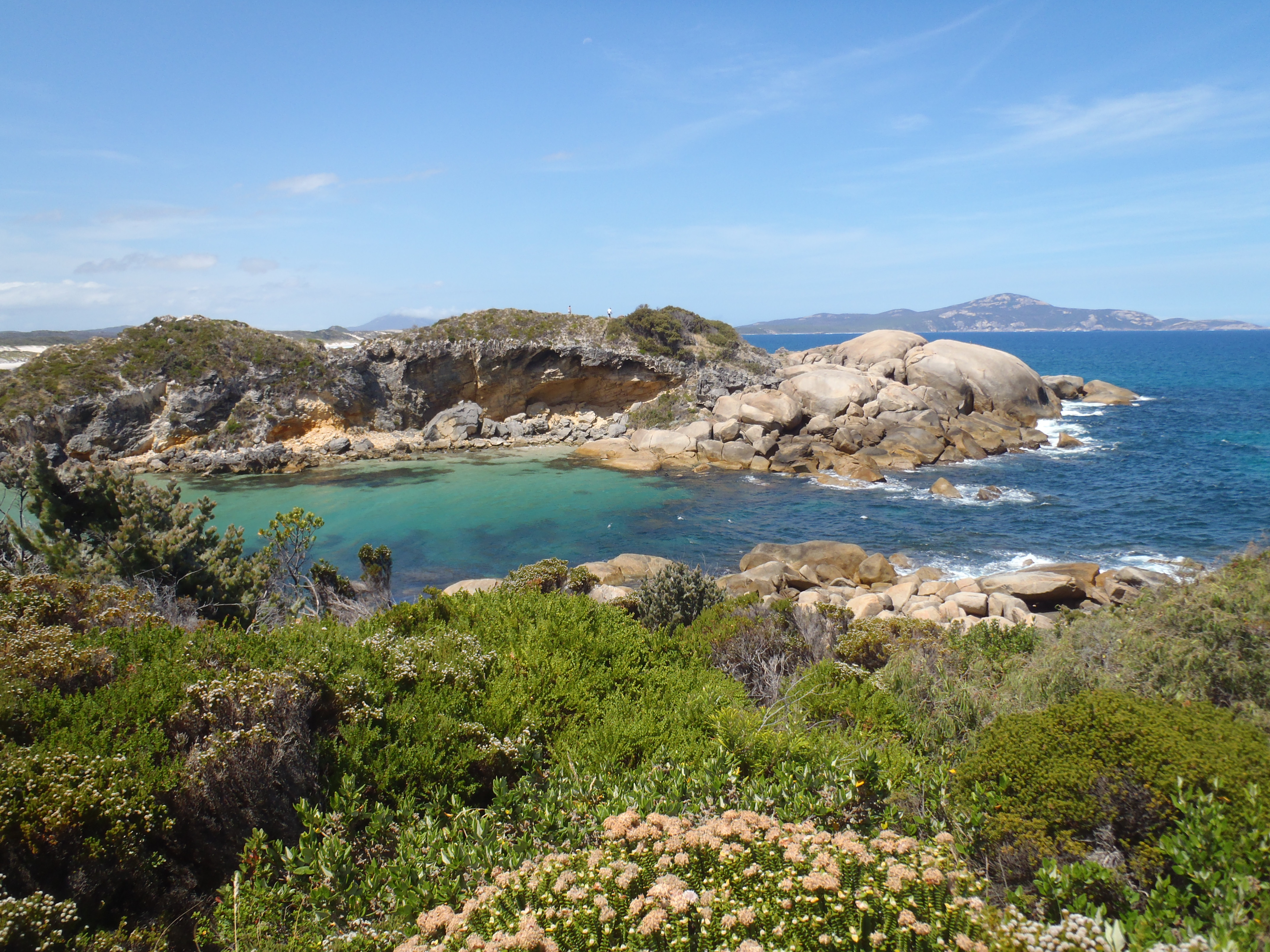
Küste am Nanarup Beach

Im Westen des Ortes liegt der Gull-Rock-Nationalpark und im Osten die Two Peoples Bay Nature Reserve. Westlich und nördlich des Ortes liegt Kalgan und nördlich Manypeaks.
Vor Nanarup erstreckt sich im Süden und Osten über etwa 32 Kilometer die Great Australian Bight. Die Küste besteht zu einem Großteil aus Stränden. Sie heißen Nanarup Beach, Islet Point, Ben Dearg Beach, Herald Point, Rocky Point und Ledge Point. Die Landspitzen sind Ledge Point, Herlad Point, Rocky Point, Islet Point, Cape Vancouver und Point Gardner. In der näheren Umgebung liegen die Berge Mount Taylor, Mount Richard und Mount Gardner, die Flüsse Black Cat Creek und Goodga River, ferner die Seen Moates Lake und Gardner Lake.
Vor der Küste des Orts liegen Michaelmas Island, Black Rock, Inner Island, False Island, Rock Dunder und Coffin Island.

## Bevölkerung
Der Ort Nanarup hatte 2016 eine Bevölkerung von 33 Menschen, davon 62,8 % männlich und 37,2 % weiblich.
Das durchschnittliche Alter in Nanarup liegt bei 51 Jahren, 13 Jahre mehr als der australische Durchschnitt von 38 Jahren. Im Ort leben keine Kinder.